# او دبلیو فیشر
او. دبلیو. فیشر (انگلیسی: O. W. Fischer؛ ۱ آوریل ۱۹۱۵ – ۲۹ ژانویهٔ ۲۰۰۴) یک هنرپیشه و کارگردان اهل اتریش بود.وی در سن ۸۸ سالگی درگذشت.